# Henry Scudamore-Stanhope (11e comte de Chesterfield)
Henry Athole Scudamore-Stanhope, 11e comte de Chesterfield (29 mai 1855 - 2 novembre 1935) est un officier de la Royal Navy britannique.

## Biographie
Stanhope est le deuxième fils de Henry Scudamore-Stanhope (9e comte de Chesterfield) et Dorothea Hay, fille d'Adam Hay, 7e baronnet, de Smithfield. Il s'engage dans la Marine en 1869. En tant que lieutenant du navire amiral HMS Alexandra, il sert avec la brigade navale qui débarque pour servir au Soudan avec l'Expédition du Nil pour aider le général Gordon à Khartoum en 1884-1885. Il commande ensuite le Lotus sur le Nil et reçoit la médaille égyptienne avec fermoir et l'étoile de bronze du Khédive. Il est promu au commandement en 1892 et sert dans le Département du renseignement naval de janvier 1894 à novembre 1896. Il commande le sloop HMS Beagle, servant sur la station de l'Atlantique Sud jusqu'à son retour à Portsmouth le 14 mars 1900. Il prend sa retraite de la marine avec le grade de capitaine en 1905.
En janvier 1933, il succède à son frère comme onzième comte.
Lord Chesterfield est décédé célibataire le 2 novembre 1935 et est enterré à l'église Holme Lacy Herefordshire, le 7 novembre. Il est remplacé par son neveu, Edward Henry Scudamore-Stanhope, le fils unique de son frère, Evelyn Scudamore-Stanhope.